# Epikur
Epikur (grč.  Ἐπίκουρος, Epikouros, Samos, 341. pr. Kr. - Atena, 270. pr. Kr.), bio je filozof iz helenističko-rimskog razdoblja. Znanošću se počinje baviti s četrnaest godina. Napisao je oko 300 znanstvenih radova. 
Njegova djela nisu sačuvana u cjelini. O njemu je najviše pisao njegov sljedbenik iz Rima: Tit Lukrecije Kar. Njegovo poznato djelo je "O prirodi stvari". Mjesto gdje je Epikur predavao zvalo se "Epikurov vrt".

## Učenje o biću
Epikur je govorio da svijet postoji objektivno i nezavisno od svijesti.
Tvrdio je da se sve sastoji od atoma i praznog prostora, i tu nalazimo sličnost između njegovog učenja i učenja antičkih grčkih atomista Leukipa i Demokrita (doktorska disertacija Karla Marxa bila je razlika između učenja Epikura i Demokrita). Epikur je uveo novine u atomističko učenje govoreći o slučajnom skretanju atoma.
Epikur je u svom učenju tvrdio i da su sve pojave u prirodi uzrokovane unutrašnjim zakonima i da nema nikakvih mističnih sila. Za njega svijet je vječan, materijalan i jedinstven. Poznata je njegova izreka: " Svemir je uvijek bio takav kakav jest i uvijek će takav biti".

## Teorija spoznaje (kanonika)
Za Epikura centralni problem je istina. U spoznaji on polazi od osjeta, jer oni odražavaju objektivni svijet, pa čulima treba vjerovati. Do zablude može doći zbog poremećaja u našim čulima ili trenutačne promijene u skladu atoma.
Epikur je govorio i da lik predmeta preko osjeta prodire u naše misli, i u toj tvrdnji je sličan Demokritu i njegovoj "teoriji sličica".

## Etika
Epikurova etika je materijalistična i individualna i kao takva antireligiozna. Za njega je najveće dobro blaženstvo i uživanje, i govorio je da sva bića izbjegavaju patnju. Zadatak filozofije je da pronađe put do sreće. Tvrdio je da je pravo uživanje, a samim time i pravi put do sreće, duhovno uživanje, a to je: prijateljstvo i znanje. Tvrdio je da je društvo skup individua, i da pravednost utvrđuju ljudi, ona ne postoji sama od sebe.

## O bogovima
Epikur je vjerovao da bogovi postoje, jer nikako drugačije nije mogao objasniti široku rasprostranjenost vjerovanja u njih. No, njegov stav je bio da se oni ne miješaju u naš svijet. Naime, bogovi znaju da je ugoda dobro, a patnja zlo. Suklado time, bogovi žive odvojeni od svijeta, poput Epikura koji s prijateljima provodi vrijeme u svome vrtu, jer je svako uplitanje, svaki pokušaj upravljanja svijetom neizbježno izvor patnje.

## O strahu od smrti
Epikur u svome učenju govori da je duša neodvojiva od tijela, zastupajući atomističku fiziku Demokrita. Dobro je i zlo u osjećanju, a sa smrću prestaje osjećanje. Stoga je besmislen strah od smrti. "Dok smo mi, nema smrti, a kada nastupi smrt, tada više nema nas."

## Djela
- O Prirodi
- O atomima i praznom prostoru
- O cilju
- O bogovima

## Poveznice
- Filozofija
- Antički filozofi
- Helenističko-rimska filozofija